# Opiná
Opiná (bis 1927 slowakisch auch „Stará“; ungarisch Sárosófalu – bis 1907 Ófalu) ist eine Gemeinde im Osten der Slowakei mit 195 Einwohnern (Stand 31. Dezember 2024), die zum Okres Košice-okolie, einem Teil des Košický kraj, gehört.

## Geographie
Die Gemeinde befindet sich im Ostteil des Talkessels Košická kotlina, im oberen Tal der Olšava im Einzugsgebiet des Hornád. Das Ortszentrum liegt auf einer Höhe von 367 m n.m. und ist 27 Kilometer von Košice entfernt (Straßenentfernung).
Nachbargemeinden sind Lúčina im Norden, Červenica und Zámutov im Nordosten, Kecerovský Lipovec im Osten und Süden, Kecerovce (Ortsteil Kecerovské Pekľany) im Südwesten, Bunetice im Westen und Tuhrina im Nordwesten.

## Geschichte

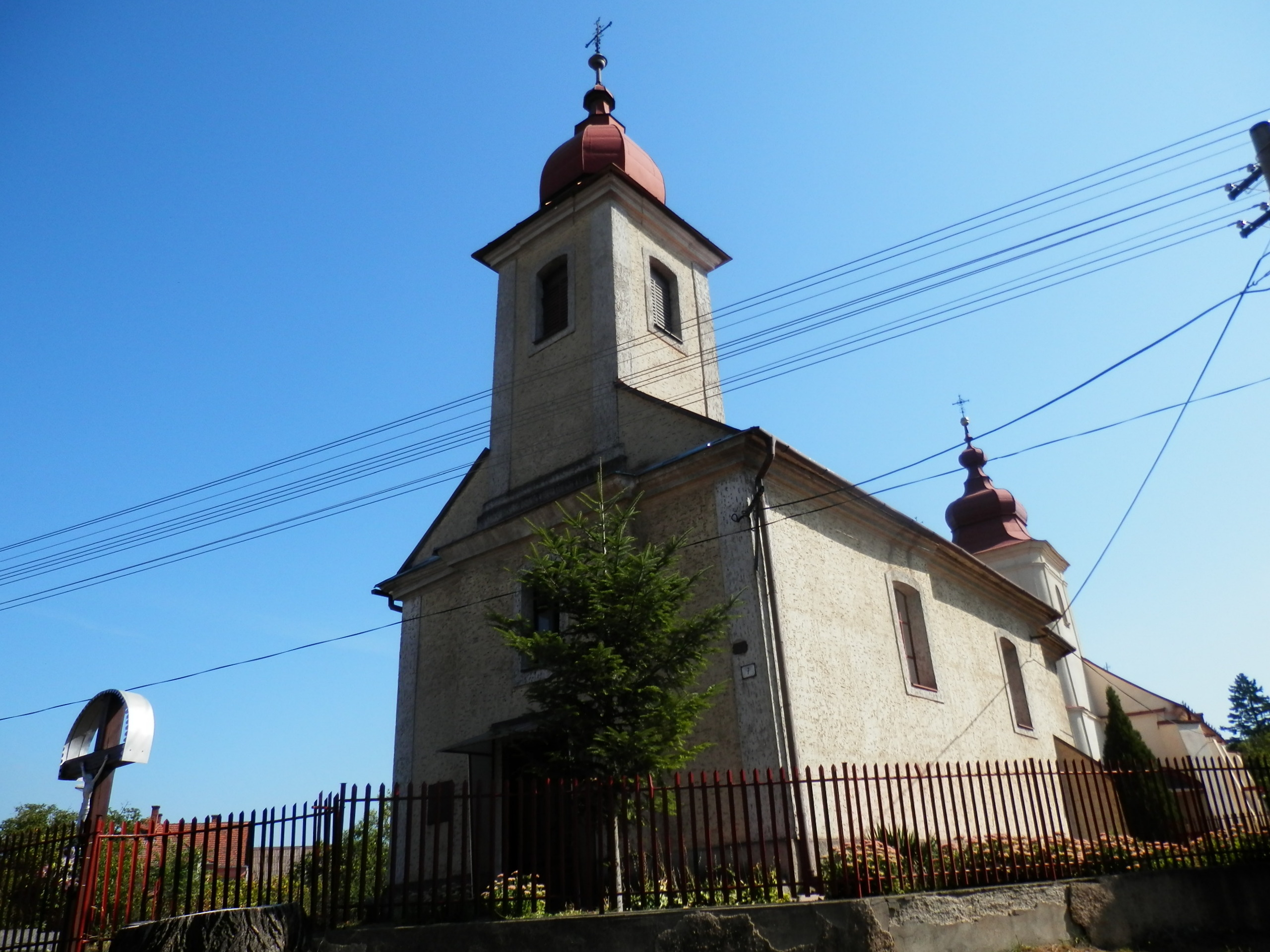
Barborakirche im Ort

Opiná wurde zum ersten Mal 1418 als Opyna schriftlich erwähnt und lag im Herrschaftsgebiet der Burg Lipovec und wurde später Besitz der Familie Doby und im 17. Jahrhundert Kecer. 1427 wurden 16 Porta verzeichnet, 1828 zählte man 56 Häuser und 443 Einwohner, die als Landwirte, Viehhalter und Waldarbeiter beschäftigt waren.
Bis 1918/1919 gehörte der im Komitat Sáros liegende Ort zum Königreich Ungarn und kam danach zur Tschechoslowakei beziehungsweise heute Slowakei.

## Bevölkerung
| Jahr                | 1994 | 2004    | 2014    | 2024    |
| ------------------- | ---- | ------- | ------- | ------- |
| Anzahl der Personen | 163  | 176     | 190     | 195     |
| Unterschied         |      | +7,97 % | +7,95 % | +2,63 % |

| Jahr                | 2023 | 2024   |
| ------------------- | ---- | ------ |
| Anzahl der Personen | 200  | 195    |
| Unterschied         |      | −2,5 % |

Gemäß der Volkszählung 2011 wohnten in Opiná 201 Einwohner, davon 199 Slowaken. Zwei Einwohner machten keine Angabe zur Ethnie.
113 Einwohner bekannten sich zur römisch-katholischen Kirche, 82 Einwohner zur Evangelischen Kirche A. B. und zwei Einwohner zur reformierten Kirche. Bei vier Einwohnern wurde die Konfession nicht ermittelt.

## Baudenkmäler

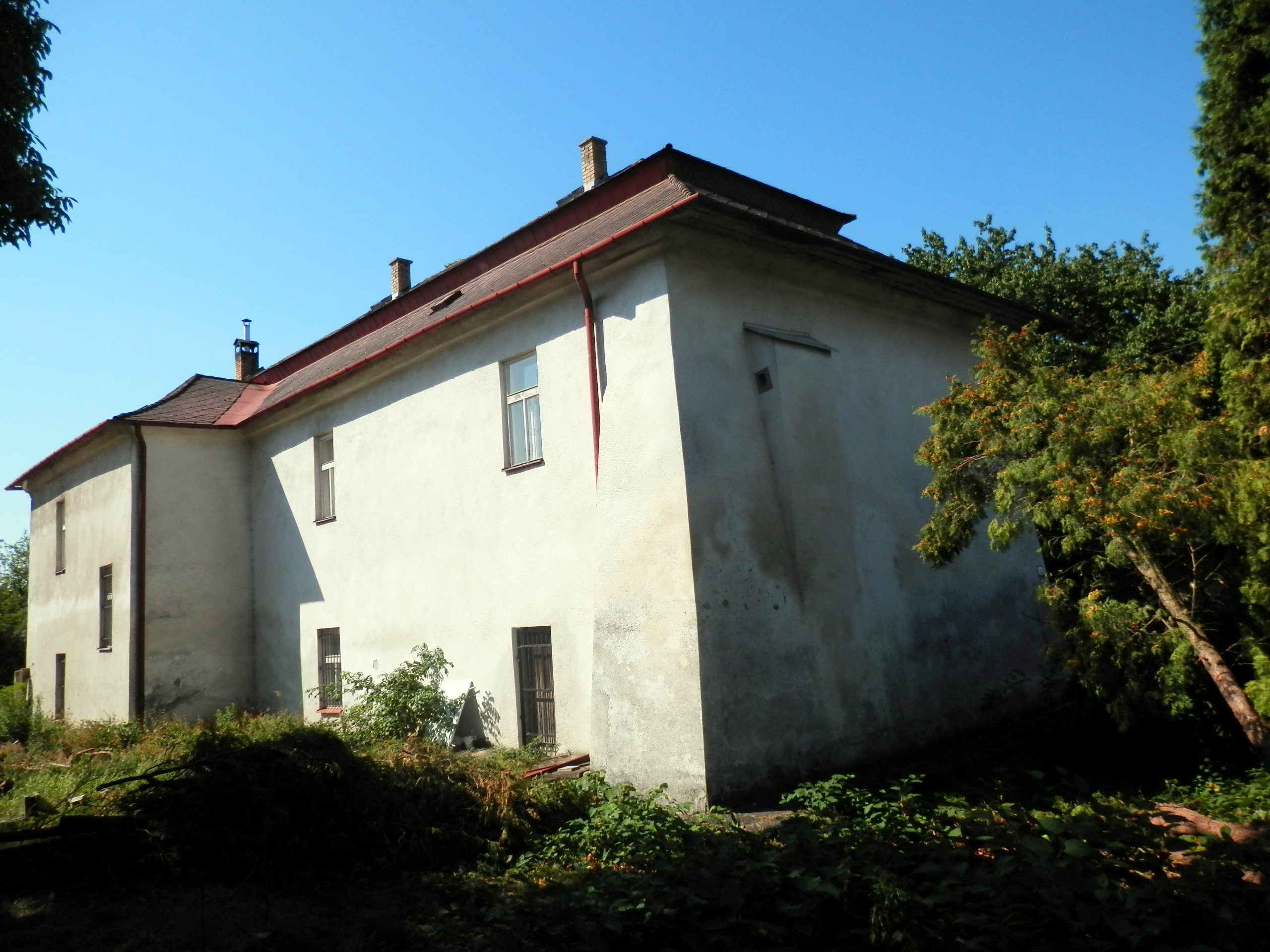
Landschloss

- römisch-katholische Barborakirche aus dem frühen 16. Jahrhundert[6]
- evangelische Kirche aus dem Jahr 1926, die zum Teil die Toleranzkirche aus dem Jahr 1792 verwendet, mit einem 1807 erbauten Turm[7]
- Landschloss aus dem Jahr 1689, im Jahr 1840 klassizistisch gestaltet[8]

## Verkehr
Durch Opiná führen die Straße 3. Ordnung 3340 zwischen Rozhanovce, Kecerovce und Prešov (via Červenica) sowie die Straße 3. Ordnung 3446 nach Prešov (via Žehňa).